# Langport
Langport är en stad och civil parish i Somerset i England. Orten har 1 081 invånare (2011). Byn nämndes i Domedagsboken (Domesday Book) år 1086, och kallades då Langeport/Langporth/Lanport/Lamporth/Lanporda/Lantporda.